# Alice D'Amato
Pour les articles homonymes, voir D'Amato.
Alice D'Amato (née le 7 février 2003 à Gênes) est une gymnaste artistique italienne. Elle est la sœur jumelle d'Asia D'Amato.

## Carrière
Alice D'Amato remporte au Festival olympique de la jeunesse européenne 2017 la médaille d'argent par équipes . Elle obtient dans la catégorie juniors la médaille d'or par équipes, aux Championnats d'Europe de gymnastique artistique féminine 2018.
Elle remporte aux barres asymétriques la médaille de bronze lors des Championnats d’Europe de 2019 . Elle est médaillée de bronze par équipes aux Championnats du monde de gymnastique artistique 2019.
Elle est médaillée d'or par équipes aux Jeux méditerranéens de 2022. Aux Championnats d'Europe de gymnastique artistique féminine 2022, elle est médaillée d'or par équipes et médaillée d'argent aux barres asymétriques.
Aux Championnats d'Europe de gymnastique artistique 2023 à Antalya, elle remporte la médaille d'or aux barres asymétriques, la médaille d'argent par équipe et la médaille de bronze du concours général individuel.

## Palmarès

### Jeux olympiques
- Paris 2024
  -  médaille d'argent au concours général par équipes
  -  médaille d'or à la poutre
  - 4e au concours général individuel

### Championnats du monde
- Stuttgart 2019
  -  médaille de bronze au concours général par équipe

### Championnats d'Europe
- Glasgow 2018 (junior) 
  -  médaille d'or au concours général par équipe
- Szczesin 2019
  -  médaille de bronze aux barres asymétriques

- Munich 2022
  -  médaille d'or au concours général par équipes
  -  médaille d'argent aux barres asymétriques

- Antalya 2023
  -  médaille d'or aux barres asymétriques
  -  médaille d'argent au concours général par équipes
  -  médaille de bronze au concours général individuel

- Rimini 2024
  -  médaille d'or au concours général par équipes
  -  médaille d'or aux barres asymétriques
  -  médaille d'argent au concours général individuel

- Leipzig 2025
  -  médaille d'or au concours général par équipes